# حارة الاخضر (ذمار)
حارة الأخضر هي إحدى حارات مدينة ذمار التابعة لمحافظة ذمار، بلغ تعداد سكانها 2,462 نسمة حسب تعداد اليمن لعام 2004.